# 笑顔のたまご
笑顔のたまご(えがおのたまご)は株式会社アイシン精機が運営するコミュニケーションサイトである。

## 概要
アイシンミシン「SP10」の通信販売や手作りレシピ、作品ギャラリーなど、手作りライフの参考になるコンテンツが掲載を行う。
「SP10」をサイト内で国内向けに2010年1月13日に販売を開始 。「ミシンでの手作り」をテーマに活動を進めており、インターネット上の活動だけでなく、ソーイングのレシピの紹介や雑誌月刊KELLyと共同でソーイング無料体験イベントやミシンの体験教室を定期的に実施している。

## イベント
- 2010年4月25日　「えがたま 手作りポーチ＆美容ミニレッスン」cafe chichi×えがたま[9]

## SP10
2010年1月発売された家庭用ミシン。2009年度グッドデザイン賞を受賞。